# بلال السعیدانی
بلال السعیدانی (فرانسوی: Bilel Saidani‎؛ زادهٔ ۲۹ ژوئن ۱۹۹۳) بازیکن فوتبال اهل تونس است.

## باشگاهی
از باشگاه‌هایی که در آن بازی کرده‌است می‌توان به باشگاه ورزشی السیلیه اشاره کرد. 

## تیم ملی
وی همچنین در تیم ملی فوتبال تونس بازی کرده‌است.